# 푸드코네이트
푸드코네이트는 음식을 잘 정리하는 사람. 또는 여러 가지 작은 조각들을 나열하고 정리, 배열하여 새로운 것을 표현하고 만들어 내는 것으로 볼 수 있다. Food stylist 와 비슷하다.